# Effet NEEC
En physique nucléaire, l’effet NEEC (en anglais : Nuclear Excitation by Electron Capture), ou excitation nucléaire par capture électronique, est un processus faisant intervenir un couplage entre le noyau atomique et son cortège électronique. Il s’agit d’un phénomène susceptible d’intervenir dans un plasma. Au cours de ce processus, un électron libre d’un plasma est capturé dans une couche atomique d’un ion et l’excédent d'énergie est transféré au noyau. En 2015, l’effet NEEC n’a jamais été mis en évidence expérimentalement.

## Historique
La possible existence de l’effet NEEC a été proposée pour la première fois en 1976 par Vitalii Iosifovich Goldanskii et Vladimir Abramovich Namiot dans un article publié dans Physics Letters B et intitulé « On the excitation of isomeric nuclear levels by laser radiation through inverse internal electron conversion ». Dans cet article, les physiciens soviétiques n’emploient pas le terme d’effet NEEC mais de « conversion interne inverse ».

## Considérations énergétiques
Cette excitation du noyau ne peut avoir lieu que dans le cas où l’énergie cinétique de l’électron Er, appelée énergie de résonance, est égale à 
{\displaystyle {\rm {E_{r}=E_{N}-B_{n}^{L}}}}
où {\displaystyle {\rm {E_{N}}}} est l’énergie de la transition nucléaire et {\displaystyle {\rm {B_{n}^{L}}}} est l’énergie de liaison de l’orbitale L.